# Власьево (Рыбинский район)
Власьево — деревня Огарковского сельского поселения Рыбинского района Ярославской области .
Деревня расположена в 3,5 км к востоку от федеральной автомобильной дороги Р104 на участке Рыбинск — Пошехонье, между деревнями Соловьёвское и Волково. Она стоит на водоразделе небольших рек Чога и Волготня, впадающих в Рыбинское водохранилище. Дорога на юг от Власьева выходит к деревне Шлыково, стоящей у истоков реки Чога на автомобильной дороге Рыбинск — Арефино. Дорога на запад, длиной около 1 км, ведет к деревне Киверники, стоящей на правом берегу реки Чога. Следуя через Киверники и Морушкино на запад, можно попасть на дорогу Рыбинск — Пошехонье. Дорога на север выходит на левый берег реки Волготня к деревне Степаньково . 
На 1 января 2007 года в деревне числился 1 постоянный житель . Почтовое отделение, расположенное в Волково, обслуживает в деревне 5 домов .